# Гзовская, Татьяна Васильевна
Татья́на Васи́льевна Гзо́вская (урождённая Исаче́нко, 18 марта 1901, Москва — 29 сентября 1993, Берлин) — артистка балета, хореограф и педагог, преимущественно работавшая в Германии; одна из наиболее значительных фигур немецкого балета XX века. Сестра слависта Александра Исаченко, зятя и ученика князя Н. С. Трубецкого, супруга балетмейстера Виктора Гзовского.

## Биография
В 1908 году, в возрасте 7 лет, начала заниматься классическим танцем в петербургской студии Евгении Соколовой. Позднее занималась свободным танцем в студии Ирмы Дункан. Некоторое время работала в Мариинском театре.
После гражданской войны работала в Краснодарском театре, где начала пробовать свои силы как педагог. Там она встретила Виктора Гзовского, которого знала с детства, и вышла за него замуж.
В 1925 году супруги смогли покинуть советскую Россию и, в конце концов, оказались в Берлине. В эмиграции Татьяна занималась у Лаврентия Новикова, Матятина, Нины (Веры?) Кирсановой, а также в парижской студии Ольги Преображенской. Училась в институте Эмиля Жак-Далькроза в Хеллерау.
Поначалу Татьяна преподавала классический танец и ставила танцы для варьете. В 1928 году супруги открыли собственную танцевальную студию, а также организовали труппу «Балет Гзовских», которая выступала в Берлинском Зимнем саду. В январе 1932 года вместе с труппой гастролировали в Париже с программой «Историческое ревю танцев и костюмов 1830—1930».
С 1935 года начала балетмейстерскую деятельность, поставив в Эссене балет «Дон Жуан».
В 1937 году Виктор покинул Германию и переехал в Париж, Татьяна же осталась в Берлине, где несмотря на военное время, продолжала свою работу педагога и балетмейстера.
В 1943 году в театре Фольксбюне состоялась премьера её балета «Гойески» на музыку Гранадоса. Нацистская цензура объявила спектакль антипатриотическим и дегенеративным:323, сама Татьяна за свои «вырожденческие» постановки оказалась в «чёрном списке» геббельсовской цензуры. Однако, уехав из столицы, она смогла поставить несколько спектаклей в Лейпциге.
С именем Татьяны Гзовской связаны возрождение и расцвет немецкого балета в период после Второй мировой войны: в 1945—1952 годах по приглашению советской военной администрации она руководила балетной труппой Немецкой государственной оперы, находившейся на территории советского влияния в Восточном Берлине.
В результате конфликта, случившегося у Гзовской с руководством ГДР, запретившим постановки балетов на музыку Блахера и Стравинского и требовавшим придерживаться стиля социалистического реализма, она вместе с частью артистов балетной труппы переехала в Западный сектор Берлина. В 1952 году на городском театральном фестивале представила мировую премьеру балета Х. В. Хенце «Идиот» по роману Ф. М. Достоевского.
В 1950—1951 годах работала в Буэнос-Айресе, в театре Колон, где наряду с переносом своих спектаклей «Иоанн Царисский», «Гамлет» и «Ромео и Джульетта», поставила новую работу — балет «Шахматы». В 1953—1956 годах сделала несколько постановок для миланского театра Ла Скала. С 1954 по 1966 руководила балетной труппой Немецкой городской оперы (Западный Берлин).
В 1955 году организовала компанию «Берлинский балет», с которой многократно гастролировала и совершила турне по Южной Америке. С 1959 по 1966 руководила балетной труппой во Франкфурте.
В 1960 году перенесла на сцену Парижской оперы расширенную версию своего балета «Дама с камелиями».

## Постановки
Татьяна Гзовская поставила около 150 балетов, многие из которых были впервые поставлены в Германии или являлись мировыми премьерами. Либретто к своим балетам она зачастую писала самостоятельно. В поисках новых партитур привлекала к работе ведущих европейских композиторов своего времени.  
Как балетмейстер Татьяна Гзовская работала преимущественно в неоклассическом стиле.
В то же время, соединяя школу русского классического балета с приёмами свободного танца и стремлением к максимальной свободе выразительности, она выработала собственный стиль драматического танцевального спектакля — лаконичного, но в то же время остросюжетного и наделённого трагическим пафосом. 
Городской театр, Эссен
- 1935 — «Дон Жуан» К.-В. Глюка (1946 — Немецкая опера, Берлин), «Славянские танцы» А. Дворжака (1938 — Немецкая опера, Берлин)
- 1936 — «Ландскнехты» Вайсмана

Шаушпильхауз, Берлин
- 1938 — «Дон Жуан» Р. Штрауса, «Ромео и Джульетта» П. И. Чайковского

Театр Фольксбюне, Берлин
- 1940 — «Гойески» Э. Гранадоса (1947 — Немецкая опера, Берлин, 1961 — Балет Франкфурта)

Лейпцигская опера
- 1942 — «Дафнис и Хлоя» Л. Шписа (1946 — Немецкая опера, Берлин), «Любовный напиток» М. де Фальи, «Карнавал» Р. Шумана
- 1943 — «Иоанн Царисский» В. Эгка (1944 — Баварская опера, Мюнхен, 1950 — театр Колон, Буэнос-Айрес, 1958 — Городская опера, Зап. Берлин, 1965 — Балет Франкфурта), «Веронские влюблённые» Л. Шписа, «Калейдоскоп» Б. Блахера, «Ночь» А. Соге, «Катулли Кармина» К. Орфа

Дрезденская опера
- 1944 — «Турандот» Г. фон Эйнема

J. Fehling Theater
- 1945 — «Спящая красавица» П. И. Чайковского (1949 — Немецкая опера, Берлин, 1955 — Городская опера, Зап. Берлин, 1960 — Балет Франкфурта)

Немецкая государственная опера, Восточный Берлин
- 1946 — «Болеро» (1954 — Городская опера, Зап. Берлин, 1963 — Балет Франкфурта) М. Равеля, «Стрелы» Ф. Вальтера (F. Walter), «Ноблиссима визионе» П. Хиндемита, «Петрушка» И. Стравинского
- 1947 — «Призрак розы» Г. фон Вебера, «Послеполуденный отдых фавна» К. Дебюсси, «Фантастическая лавка» Дж. Россини в обработке О. Респиги
- 1948 — «Ромео и Джульетта» С. Прокофьева** (1951 — театр Колон, Буэнос-Айрес, 1960 — Городской балет, Зап. Берлин)
- 1949 — «Прометей» Л. ван Бетховена (1960 — Городской балет, Зап. Берлин), «Дон Кихот» Л. Шписа

1950 — «Средняя школа» на музыку Чайковского
Театр Колон, Буэнос-Айрес
- 1950 — «Шахматы» А. Хинастера

Баварская государственная опера, Мюнхен
- 1950 — «Гамлет» Б. Блахера (совместная постановка с Виктором Гзовским, 1951 — театр Колон, 1953 — Балет Штутгарта, 1953 и 1961 — Городская опера, Зап. Берлин, 1963 — Немецкая опера, Зап. Берлин)
- 1953 — «Китайский соловей» В. Эгка (по сказке Андерсена)

Берлинский балет, Западный Берлин
- 1952 — «Аполлон мусагет» И. Стравинского (1958 – Городская опера, Зап. Берлин), «Идиот» Х. В. Хенце* (1959 – новая редакция)
- 1955 — Баллада» Э. фон Донаньи, «Сигнал» Г. Клебе, «Лабиринт/Тезей» Соненбурга (Kl. Sonnenburg), «Воспоминания» Ж. Оффенбаха
- 1956 — «Цветочный город» Г. Клебе, «Врата» Х.-Ф. Гартига[нем.], «Симфонические Вариации» Шумана, «Белоснежка» на музыку В.-А. Моцарта
- 1957 — «Дама с камелиями» А. Coгe (1960 — Парижская Опера, 1966 — Балет Франкфурта), «Глава IV/Каин» Питера Сандхофа, «Золушка» И.-Г. Вундерлиха (H.-J. Wunderlich?)
- 1958 — «Пиннокио» П. Сандхофа
- 1961 — «Дело/Раскольников» Г. Гейса[нем.]

Театр Ла Скала, Милан
- 1953 — «Триумф Афродиты» К. Орфа
- 1954 — «Свадебка» И. Стравинского (1961 — Городская опера, Зап. Берлин, 1964 — Балет Франкфурта)
- 1956 — «Мавра» И. Стравинского

Городская опера, Западный Берлин
- «Этюды Шумана» (год постановки ?)
- 1953 — «Хореомузыка» на музыку В. А. Моцарта
- 1954 - «Пеллеас и Мелизанда» М. Г. Баумана, «Красный плащ» Л. Ноно (1961 – Балет Франкфурта)
- 1955 — «Орфей» на музыку Ф. Листа (1955 – Берлинский балет)
- 1956 — «Лебединое озеро» (II акт) П. И. Чайковского, «Венецианский мавр» Б. Блахера (1961 — Городская опера, Зап. Берлин, 1962 и 1964 — театр Колон, Буэнос-Айрес)
- 1958 — «Медуза» Г. фон Эйнема, «Агон» И. Стравинского (1959 – Балет Франкфурта), «Последний цветок» Н. Набокова, «Зверинец» Г. Клебе (1963 — Балет Франкфурта)
- 1959 — «Ундина» Х. В. Хенце (1963 – Балет Франкфурта), «Чёрное солнце» Хартига
- 1960 — «Вальс» М. Равеля, «Пеан» Р. Гасмана и О. Сала
- 1961 — «Озарения» Б. Бриттена, «Этюды» П. И. Чайковского, «Кармина Бурана» К. Орфа (1963 — Балет Франкфурта)

Городской балет, Франкфурт
- 1959 — «Абраксас» В. Эгка (1962 — театр Колон, Буэнос-Айрес)
- 1960 — «Семь смертных грехов» К. Вайля** (1964 — Немецкая опера, Зап. Берлин), «Движение» В. Фортнера
- 1961 — «Ритмические этюды» Вундерлиха (H. Wunderlich)
- 1962 — «Орфей» И. Стравинского
- 1963 — «Климат» Э. Кшенека
- 1966 — «Классическая сюита» А. Глазунова

Немецкая опера, Западный Берлин
- 1962 — «Загадка сфинкса» А. Соге, «Четыре видения Гойи» Гранадоса, «В исправительной колонии» Хартунга (E. Hartung, по новелле Ф. Кафки, также — Академия искусств, Берлин)
- 1964 — «Лабиринт истины» Э. Вареза (1964 — театр Колон, Буэнос-Айрес)
- 1965 — «Каприччо» Р. Либермана, «Тристан» Б. Блахера
- 1975 — «Раймонда» А. Глазунова

(*) — мировая премьера
(**) — первая постановка балета в Германии

### Педагогическая деятельность
Долгие годы Гзовская преподавала в собственной «Школе сценического танца». Также она возглавляла балетную школу при Немецкой городской опере (Западный Берлин). Среди её учеников – ведущие танцовщики Германии Гизела Деге (Gisela Deege), Мария Фрис, М. Пиль и  Питер Ван Дейк.

## Признание
- 1963 — премия имени С. П. Дягилева
- 1955 — Почётный член Академии искусств Западного Берлина
- Почётный член Немецкой оперы
- 1992 — Крест за заслуги перед ФРГ
- Композитор Борис Блахер посвятил Татьяне свою «Поэму для расширенного оркестра» (1974)

## Адреса
Начиная с 1 мая 1931 года и до конца своей жизни Татьяна жила в берлинском районе  Шарлоттенбург по адресу Фазаненштрассе, д. 68, там же располагалась её «Школа сценического танца». В настоящее время на здании расположена памятная доска. 

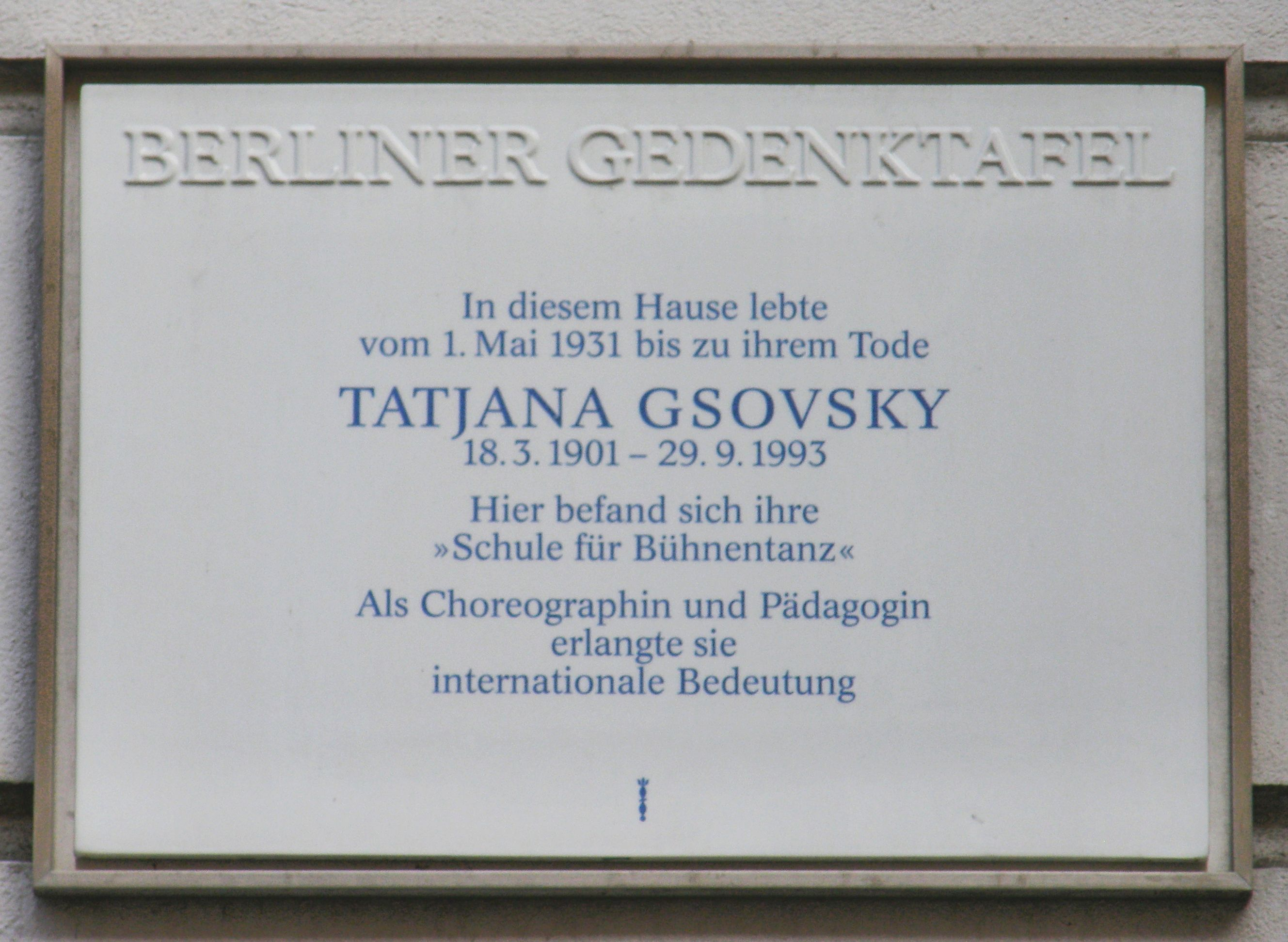
Gedenktafel Tatjana Gsovsky